# Koolstofplaneet

Verband tussen de samenstelling en de grootte van planeten

Een koolstofplaneet is een theoretische planeetsoort, voorgesteld door de Amerikaanse astrofysicus Marc Kuchner, die veel koolstof en weinig zuurstof bevat. Deze planeten ontstaan in omstandigheden waarbij in een protoplanetaire schijf meer koolstof dan zuurstof aanwezig is. Dit geeft de planeet een voor ons totaal vreemd karakter, met vreemde structuren zoals benzineregens. Er wordt vermoed dat 55 Cancri e een koolstofplaneet is. Van één exoplaneet, de koolstofrijke gasreus WASP12B, staat dit ondertussen vast.